# Jernbanedirektoratet
Jernbanedirektoratet er et norsk statsligt direktorat, der står for strategisk udvikling af togtilbud, fremtidige transportbehov og koordinering af togtransport med andre transportformer. Det har desuden ansvaret for udbud af persontogstrafik. Direktoratet er underlagt Samferdselsdepartementet og har Elisabeth Enger som direktør.
Etableringen af Jernbanedirektoratet blev vedtaget i det norske statsråd 5. februar 2016 med praktisk virkning fra 1. januar 2017. Etableringen af direktoratet er en del af Regeringen Solbergs jernbanereform.
Direktoratet er inddelt i fem afdelinger: Markedsafdelingen, Jernbanestrategiafdelingen, Afdeling for persontrafikaftaler, Afdeling for infrastrukturaftaler og Organisationsafdelingen. Direktoratet har også ansvaret for Norsk Jernbanemuseum og Norsk jernbaneskole.